# Sigetik
Sigetik (zu altgriech. σιγᾶν (sigân) = Erschweigen) ist ein philosophischer Fachbegriff, der ungefähr mit „Schweigelehre“ übersetzbar ist. Der Ausdruck wird hin und wieder im Kontext von Traditionen der Mystik oder negativen Theologie verwendet, bezieht sich meist aber auf die Verwendung durch Martin Heidegger. Dieser hatte betont, dass man „das Sein selbst nie unmittelbar sagen“ könne. Insofern tritt „Sigetik“ ungefähr an die Stelle einer an Aussagesätzen über Seiendes orientierten „Logik“.

## Heideggers Kritik an der traditionellen Metaphysik
Wenn Heidegger an die Stelle von „Logik“ (Rede-/Wort-lehre) „Sigetik“ (Schweige-lehre) setzt, nimmt dies Bezug auf seine Kritik an traditionellen Auffassungen darüber, wie Sprache Bezug nimmt auf Gegenstände: in traditionellen metaphysischen Positionen werden diese als wohldefinierte, über die Zeit hinweg stabile Objekte verstanden, die objektiv gegeben – „vorhanden“ sind. Hier beispielsweise setzt Heideggers Platon-Kritik an: dessen Ideenbegriff unterstelle, dass man auf Objekte als „zum Stand gebrachte“ Bezug nimmt – während es Heidegger um eine Analyse derjenigen Strukturen geht, welche diese verobjektivierende Bezugnahme überhaupt ermöglichen. Die Stabilität metaphysischer Ordnungsschemata wird als abkünftig verstanden beispielsweise gegenüber den praktischen und sinnhaft verstehenden Bezügen und Bewandtnissen (deren Gesamtheit nennt Heidegger „Welt“), die wir mit Dingen verbinden. Ein stabiles „erkennendes Subjekt“ eines je gleichen Typs von „Vernunftwesen überhaupt“ mit wohldefinierbaren Erkenntnisvermögen und -schemata beispielsweise wird als wiederum abkünftig verstanden gegenüber dynamischen strukturellen Bedingungen, darunter insbesondere die von Heidegger als „Zeitlichkeit“ ausgewiesenen Ermöglichungsbedingungen dafür, sich und anderen Objekten Zeitstellen und Permanenz zuzuschreiben. Des Weiteren unterscheidet Heidegger unterschiedliche Modi („Existenziale“), sich auf das Ganze von „Welt“ zu beziehen, kritisiert dabei berechnende, technisch-nutzenkalkulierende, verobjektivierende Zugangsweisen und erklärt deren Vorherrschaft zeitdiagnostisch. Theorieversuche traditioneller Metaphysik sieht er vor diesem Hintergrund als unzulässige Engführung, weil sie sich lediglich an bereits „zum Stand gebrachten“, ideierten, vorhandenen Objekten orientiert – an „Seiendem“, und jede Frage nach Sinn und Ursprung von Seiendem dahingehend beantwortet, dass sie dessen „Sein“ als eine prinzipiierende Ursache nach dem Muster sonstiger Seiender beschreibt. Um diese und andere Unterschiede seiner Methode, die er zeitweise „Fundamentalontologie“ im Unterschied zu „ontischen“ Beschreibungsweisen nennt, kenntlich zu machen, spricht Heidegger von „Seyn“ – womit diejenige dynamisch-prozesshafte Struktur gemeint ist, welche als Ursprung von Seiendem überhaupt begriffen wird. Diese dynamische Zeitbezüglichkeit wird in Wendungen wie „Wesen des Seyns“ ausgedrückt, wobei „Wesen“ nicht im Sinne einer statischen Essenz gemeint ist, sondern verbal-prozessual zu lesen ist: das Seyn „west“ (und ist von dieser Wesung nicht als ein stabiles Objekt abhebbar). Heidegger spricht auch von „Er-eignis“ und bezieht dies u. a. auch auf die zeitliche Konstitution je eigener subjektiver Bezüglichkeit. Dieser Ursprung, das „Seyn“, bleibe durch traditionelle metaphysische Zugriffsweisen un- und missverstanden – stattdessen müsse die Philosophie einen „anderen Anfang“ denken und sagen.

## Heideggers Sprachkritik und Sigetik
Sowohl die theoretische, auf die Benennung von je schon Seiendem verwiesene, Sprache der Philosophie, wie auch die Alltagssprache (welcher Kultur auch immer), werde „immer weitgreifender vernutzt und zerredet“. Das „Seyn“ lasse sich durch herkömmliche Sprechweisen nicht benennen. Das Wesen der Sprache werde insbesondere nicht eigentlich durch die am Aussagesatz orientierte Logik im traditionellen Sinn beschrieben, sondern deren sie gründendes und ermöglichendes Wesen wird wiederum als „Sigetik“ ausgewiesen. Die Wiedergabe als „Schweigelehre“ ist aber insofern irreführend, als Heideggers Frage nach dem Sinn von „Seyn“ sich nicht in ein regelgebundenes „Schulfach“ sperren lasse – allein schon, „weil wir die Wahrheit des Seyns nicht wissen“ (sondern sie sich je nur „er-eignet“). Stattdessen geht es um eine gegenüber Sachverhaltsaussagen ursprünglichere Redeweise, die Heidegger auch schlicht „das Sagen“ nennt: „Das Sagen beschreibt nichts Vorhandenes, erzählt nicht Vergangenes und rechnet nicht Zukünftiges voraus“. Überhaupt gilt: „Wir können das Seyn selbst ... nie unmittelbar sagen. Denn jede Sage kommt aus dem Seyn her“. Jedes Sagen ist gleichsam je schon zu spät – und rückbezogen auf seinen Ursprung, der ihm gegenüber lediglich ex-negativo als das Schweigen kenntlich zu machen ist, welches diesem Sagen ermöglichend vorauslag und ihm mithin allein angemessen wäre. Es geht Heidegger allerdings nicht um bloßes Schweigen („Verschweigen“), sondern eine Hinweisung („Nennen“) auf das eigentlich zu Sagende im „Erschweigen“: „Das höchste denkerische Sagen besteht darin, im Sagen das eigentlich zu Sagende nicht einfach zu verschweigen, sondern es so zu sagen, daß es im Nichtsagen genannt wird: das Sagen des Denkens ist ein Erschweigen. Dieses Sagen entspricht auch dem tiefsten Wesen der Sprache, die ihren Ursprung im Schweigen hat.“
Beispiele sieht Heidegger in der Dichtung: Georg Trakls Im Dunkel beginnt mit dem Vers „Es schweigt die Seele den blauen Frühling“ – Heidegger dazu: „Ihn singt die Seele, indem sie ihn schweigt“; die von Trakl gesperrt gesetzte Wendung „Ein Geschlecht“ kommentiert Heidegger: dies „birgt den Grundton, aus dem das Gedicht ... das Geheimnis schweigt... In dem betonten ‚Ein Geschlecht‘ verbirgt sich jenes Einende, das aus der versammelnden Bläue der geistlichen Nacht einigt.“ Die Dynamik von Erschweigen und Sagen folgt hier der von Heidegger sonst (etwa in Ursprung des Kunstwerks) als „Verbergung“ und „Entbergung“ beschriebenen Struktur. „Erschweigen“ ist kein bloßer Abbruch von Sprachlichkeit, sondern meint das Ereignis des Bezogenseins auf das „Seyn“ selbst: „Die Grunderfahrung ist nicht die Aussage ... sondern das Ansichhalten der Verhaltenheit gegen das zögernde Sichversagen in der Wahrheit ... der Not, der die Notwendigkeit der Entscheidung entspringt“. In für das Spätwerk Heideggers typischen Formulierungen wie dieser ist nicht nur fast jedes Wort ein spezifischer Fachterminus Heideggers, dessen Gebrauchssinn zu verstehen die Kenntnis seiner früheren Schriften voraussetzt – Hinzu kommt, dass Heideggers Spätwerk einen dichten, fast poetischen Stil sucht. Man hat von einem „Stil des ereignisgeschichtlichen Denkens“ gesprochen und diesen mit der Sigetik identifiziert.